# Leon Beek
Leon Beek (Amsterdam, 7 maart 1893 – Overveen, 15 augustus 1944) was een Joods Nederlands verzetsstrijder. Tijdens de beide wereldoorlogen was hij reserveofficier. Hij was gehuwd met de Nederlandse schrijfster Cissy van Marxveldt.

## Biografie
Beek werd geboren als zoon van Izaak Leon Beek en Matje Kok. In juni 1911 werd het huwelijk van zijn ouders ontbonden. Beek werd in 1913 bij Koninklijk besluit bevorderd tot reserve-tweede luitenant. In een pension in Amsterdam ontmoette hij in 1914 de secretaresse Setske de Haan, die later bekend zou worden onder de naam Cissy van Marxveldt. Ze schreef hem brieven en hij moedigde haar aan schrijfster te worden. In mei 1914 ging Beek met het 18e regiment Infanterie naar Quebec in Canada.
In februari 1916 was hij weer in Nederland en trouwde hij met Van Marxveldt. Eind 1916 werd hun zoon Ynze geboren. In 1917 werd Beek tot reserve-eerste luitenant bevorderd. Een tweede zoon, Leo, werd geboren in 1920 en zou zelf ook schrijver worden. 
Het gezin woonde aanvankelijk in Hilversum en later in Amsterdam. Beek had een textielbedrijfje, dat in juni 1927 werd opgeheven. Hij werd toen op voorspraak van zijn broer Jacques aangesteld als personeelschef bij De Bijenkorf, en kreeg daartoe in Keulen een opleiding bij Kaufhaus Tietz. In het interbellum werd hij bevorderd tot reservekapitein. In 1937 verhuisde het gezin naar de Jacob Obrechtstraat.

### Tweede Wereldoorlog
Tijdens de Meidagen van 1940 vocht Beek als reserve-majoor der Infanterie in de Slag om de Grebbeberg. Na de capitulatie werd hij lid van de verzetsorganisatie Legioen Oud-Frontstrijders (LOF), die in 1941 opging in de Ordedienst (OD). In mei van dat jaar werd hij in het kader van anti-joodse maatregelen van de bezetter ontslagen bij De Bijenkorf.
Beek was actief in de spionageafdeling van de OD. Hij werd verraden en werd op 26 januari 1943 in zijn woning aan de Jacob Obrechtstraat opgepakt door twee leden van de Sicherheitspolizei. Hij zat onder andere gevangen in het Oranjehotel en het Huis van Bewaring Weteringschans. Beek kwam ten slotte als strafgevangene in Kamp Westerbork terecht, waar hij met een Nederlandse marechaussee naar radio-uitzendingen van de BBC luisterde, en betrokken raakte bij een complot. Als de Duitsers Westerbork zouden verlaten, zou Beek het gezag in het kamp overnemen. Toen de marechaussee door de Sicherheitsdienst werd gearresteerd, probeerde Beek met enkele medegevangenen uit de strafbarak te ontsnappen. Ze werden gearresteerd, en werden op 15 augustus 1944 in de duinen bij Overveen gefusilleerd en ter plekke begraven. Hun stoffelijke overschotten werden in juli 1945 teruggevonden, en werden herbegraven op de Eerebegraafplaats Bloemendaal. Beek ligt begraven in vak 12.

### Na de oorlog
Van Marxveldt schreef na de oorlog de verzetsroman Ook zij maakte het mee (1946), die zij aan haar gefusilleerde man opdroeg. Op grond van het verzetsverleden van haar man diende ze een verzoek om financiële bijstand in bij de Stichting 1940-1945. Niemand wist echter te vertellen waaruit de verzetsactiviteiten van Beek precies hadden bestaan. Wegens zijn verzetswerk in Kamp Westerbork werd zijn weduwe een eenmalig bedrag toegekend.

## Eerbetoon
- Zijn naam staat vermeld op de Erelijst van Gevallenen 1940-1945.[7]